# Ihor Kryvyč
Ihor Jurijovyč Kryvyč (in ucraino Ігор Юрійович Кривич?; Charkiv, 14 dicembre 1978) è un ex cestista ucraino, fratello gemello di Rostyslav Kryvyč.

## Carriera
Con l'Ucraina ha disputato i Campionati europei del 2005.